# Vincenzo Cardile
Vincenzo Cardile (Savoca, 16 aprile 1761 – Palermo, 3 luglio 1837) è stato un presbitero, poeta e letterato italiano, cittadino del Regno di Sicilia, che produsse esclusivamente in Lingua siciliana.

## Biografia
Vincenzo Cardile nacque nel Regno di Sicilia, a Savoca (cittadina collinare del versante ionico del Val Demone, inclusa nella Comarca di Taormina) all'epoca capoluogo di una vasta baronia sotto il mero e misto imperio dell'Archimandritato del Santissimo Salvatore di Messina. 
Era figlio del commerciante Niccolò Paolo Cardile e di Rosa Garufi. La famiglia, benché non appartenesse al ceto aristocratico-latifondista, doveva essere abbastanza agiata, tanto da assicurare al piccolo Vincenzo un'accurata educazione.
Dotato di una precoce e brillante attitudine agli studi, ebbe come primo precettore il sacerdote don Giacomo Crisafulli, che lo istruì sulla letteratura e grammatica italiane. Successivamente passò alla prestigiosa e severa scuola savocese dell'abate don Antonino Puliatti che gli impartì l'istruzione del greco e del latino.
Non volendo intraprendere la carriera medica o giuridica né seguire i commerci paterni, nel 1776, lasciò il paese di Savoca e si trasferì a Palermo. Nella capitale siciliana approfondì gli studi letterari dedicandosi pure a quelli giuridici ed economici, dal 1781 in poi intraprese gli studi teologici e addivenì alla determinazione di prendere i voti sacerdotali.
Divenuto sacerdote entrò come segretario al servizio di monsignor Bernardo Serio presso la chiesa metropolitana di Palermo.
Dal 1792 in avanti, rinunciando di percorrere gli alti gradi della carriera ecclesiastica, si dedicò con abnegazione all'assistenza ai colerosi. Fu uomo di grande curiosità e di acuta erudizione, questo "preticciuolo" (come con modestia si autodefiniva) considerava la poesia in lingua siciliana un agevole strumento di comunicazione didattica.
Di costituzione fisica corpulenta, fin dal 1816 soffrì di calcolosi, infiammazione dei reni e gotta; costretto a lunghe degenze, formò, a casa sua, una piccola accademia privata di poesia e letteratura.
Tra le opere di maggiore pregio e importanza si ricordano: Lu triunfu di la Paci del 1816, di intenti antigiacobini che inneggiavano alla Restaurazione operata dal Congresso di Vienna; il Discorso e le uttavi che nel 1830  lesse nell'ambito delle onoranze indette dall'Accademia del Buon Gusto a solenne celebrazione del ritorno nel Regno di Francesco I delle Due Sicilie e di Maria Isabella di Borbone-Spagna.
Venne soprannominato, dai suoi contemporanei, (forse esageratamente) come il "Marziale Siciliano". Il Cardile può, tuttavia, essere annoverato tra i maggiori poeti che operarono in Sicilia tra il XVIII e il XIX secolo, al pari di Domenico Tempio, Giovanni Meli e Carlo Felice Gambino.
Trascorse gli ultimi anni della sua vita tra gli stenti, vivendo in una piccola e malsana casa tugurio e avendo solo l'aiuto e il conforto di pochi amici.
Morì a Palermo, di colera, il 3 luglio 1837, a causa della confusione dovuta al momento calamitoso, venne seppellito in una fossa comune.

## Opere
- Lu Triunfu di la Paci (1814).
- Il discorso (1830).
- Li Uttavi (1830).
- Quadernetto manoscritto di ottave satiriche (1827).
- Lu spitali di li pazzi
- Lu viaggiu a li Campi Elisi
- L'organu
- L'Autunnu
- Li mali morali aumentanu li mali fisici
- La Passioni o lu "popule meus"